# براد درو
براد درو (بالإنجليزية: Brad Drew)‏ هو لاعب دوري الرغبي أسترالي، ولد في 25 أغسطس 1975 في سيدني في أستراليا.